# Álvaro Macedo
Álvaro Florencio Macedo Lago (Treinta y Tres, Uruguay, 7 de noviembre de 1899 - Montevideo, 6 de noviembre de 1970) fue un magistrado uruguayo, miembro de la Suprema Corte de Justicia de su país entre 1949 y 1959. Fue también presidente del Club Atlético Peñarol.

## Nacimiento y origen familiar
Nació en Treinta y Tres el 7 de noviembre de 1899.
Su padre, Luciano Macedo Magallanes, de profesión escribano, fue diputado por el Partido Nacional y por Treinta y Tres en la 29a legislatura (1926-1929) y en la 30a (1929-1931), luego senador por el mismo departamento entre 1931 y 1933, y finalmente, tras la disolución del Parlamento por el golpe de Estado de marzo de 1933, fue nombrado miembro de la Asamblea Deliberante; falleciendo en setiembre del mismo año cuando ocupaba la segunda vicepresidencia de dicho cuerpo y había sido electo constituyente por Treinta y Tres.
Su madre, María Joaquina Lago Quintela de Macedo, a quien la Asamblea Deliberante aprobó por ley una pensión especial al enviudar, falleció en 1945.

## Juez Letrado en el interior del Uruguay
Tras graduarse como abogado en la Universidad de la República, Álvaro Macedo ingresó en diciembre de 1930 a la carrera judicial al ser nombrado como Juez Letrado en Rivera.
En enero de 1932 fue trasladado al mismo cargo en Soriano y en diciembre de 1936 a Canelones.

## Juez Letrado en Montevideo
En junio de 1939 fue ascendido a Montevideo como Juez Letrado de Instrucción de Primer Turno.
En marzo de 1940 fue nombrado Juez Letrado en lo Civil de Cuarto Turno.

## Tribunal de Apelaciones
En junio de 1945 fue ascendido a integrante del Tribunal de Apelaciones de Primer Turno, cargo que ocupó durante cuatro años.

## Suprema Corte de Justicia
El 24 de agosto de 1949 la Asamblea General lo eligió para integrar la Suprema Corte de Justicia, junto a Bolívar Baliñas, para cubrir las vacantes dejadas por Juan José Aguiar y Juan M. Minelli. Prestó juramento ese mismo día.
Ocupó la Presidencia de la Corte en 1951, cargo al que renunció en octubre del mismo año para concurrir como miembro de la delegación de Uruguay a la Asamblea General de la ONU.
En 1953 volvió a ocupar la Presidencia del Cuerpo a partir de agosto, luego de los ceses de Eduardo Artecona y de Francisco Gamarra.
En 1954 fue designado Presidente para todo el año y volvió a ocupar el mismo cargo en 1959.
Cesó como miembro de la Suprema Corte de Justicia en agosto de 1959, al cumplir diez años en su cargo, plazo máximo establecido por la Constitución para ocuparlo.
Fue el primer integrante de la Corte tras la introducción de dicho plazo en la Constitución de 1934 que completó los diez años de permanencia en el máximo tribunal (sin contar a Julio Guani, que cesó en 1944 por la misma causal pero ya integraba el cuerpo desde 1929). Todos los anteriores fallecieron, cesaron por límite de edad (70 años) o renunciaron voluntariamente a su cargo antes de cumplir dicho lapso.  
Cabe destacar que el período entre 1954 y 1959 fue el único en la historia de la Suprema Corte, luego de 1934, en que la misma quedó integrada en su totalidad por cinco ministros (Macedo, Rivera Astigarraga, Manuel López Esponda, Luis Alberto Bouza y Julio César de Gregorio) que completarían los 10 años en su puesto. 
El puesto dejado por el retiro de Macedo permaneció vacante durante dos años y medio, constituyendo otro récord: es el período de vacancia más prolongado que se ha registrado  en toda la historia de la Corte. Luego de cesar también Astigarraga y López Esponda y quedar por consiguiente el cuerpo con solo dos ministros en ejercicio, los tres cargos vacantes fueron cubiertos recién en febrero de 1962 con los nombramientos de Esteban D. Ruiz, Hamlet Reyes y Emilio Siemens Amaro.

## Presidencia de Peñarol y otras actividades
En 1942 ocupó la Presidencia del Club Atlético Peñarol. Sucedió en dicho cargo a Bolívar Baliñas, con quien casualmente ingresarían juntos a la Suprema Corte de Justicia años después. 
En 1961 fue nombrado presidente de un Tribunal de Conciliación para intervenir en un conflicto laboral en la industria tabacalera.

## Fallecimiento. Vida personal
Macedo falleció en Montevideo el 6 de noviembre de 1970, un día antes de cumplir 71 años de edad.
Había contraído matrimonio en 1931 con Zulma Zaida Izzi, quien le sobrevivió un año, falleciendo en noviembre de 1971.
El matrimonio tuvo dos hijos, Luciano (1932) y Raquel (1936). Luciano Macedo Izzi fue abogado como su padre, docente en la Facultad de Derecho y ocupó un cargo de vocal en el Directorio del Banco de Seguros del Estado a partir de 1985 en representación del Frente Amplio; falleció en 1991.